# 阿默斯特縣 (維吉尼亞州)
阿默斯特县（英語：Amherst County）是美国弗吉尼亚州中部的一個縣，面積1,240平方公里。根據2020年美國人口普查，共有人口31,307人。縣治阿默斯特（Amherst）。該縣成立於1758年9月14日。縣名紀念殖民地時期总督杰弗里·阿默斯特男爵。